# Étienne Charles Rouchon-Guigues
Étienne Charles Rouchon-Guigues né le 25 février 1795 à Aix-en-Provence et décédé le 1er avril 1861 dans la même ville, fut un avocat, érudit et historien provençal.

## Biographie
Avocat dès 1816, Étienne Charles Rouchon-Guigues est un savant jurisconsulte, administrateur des hospices, membre (1825) puis président (1840) de l’Académie d’Aix. Il cumule aussi dans cette même ville, les fonctions de juge de paix (1829) et de conseiller à la cour royale (1830). 
Il est toutefois connu comme érudit et historien provençal, auteur d’un Résumé de l'histoire de l'Etat et Comté souverain de Provence (1828) et d’un Traité de la Politique (1840)
Étienne Charles Rouchon-Guigues reçoit le titre de chevalier de la Légion d'honneur, et décède le 1er avril 1861 en son domicile aixois du 33 rue Cardinale.

## Œuvres
- Résumé de l'histoire de l'état et comté souverain de Provence – 2e édition revue et augmentée – Aix, 1863 ici

- des Salyens – édition 1860  à Entremont ; tiré à 50 exemplaires dont 44 sans frontispice  ; chez la veuve Olive à Marseille ( Reboul n° 1997)